# Straniero (Massimo Pericolo)
Straniero è un singolo del rapper italiano Massimo Pericolo, pubblicato il 12 gennaio 2024 come terzo estratto dal terzo album in studio Le cose cambiano.

## Descrizione
Il brano vanta la collaborazione del rapper italiano Tedua.
Il 26 aprile 2024 ne è stata pubblicata una nuova versione contenente una strofa aggiuntiva del rapper italiano Neima Ezza. 

## Tracce
Testi di Alessandro Vanetti, Mario Molinari, musiche Luca Ghiazzi
Download digitale
1. Straniero (feat. Tedua) – 2:57

Download digitale – Remix
1. Straniero RMX (feat. Tedua e Neima Ezza) – 3:57

## Classifiche
| Classifica (2023) | Posizione massima |
| ----------------- | ----------------- |
| Italia            | 5                 |